# Lecanora torrida
Lecanora torrida är en lavart som beskrevs av Edvard(Edward) August Vainio. Lecanora torrida ingår i släktet Lecanora, och familjen Lecanoraceae. Arten är reproducerande i Sverige.